# Leicestershire County Cricket Club

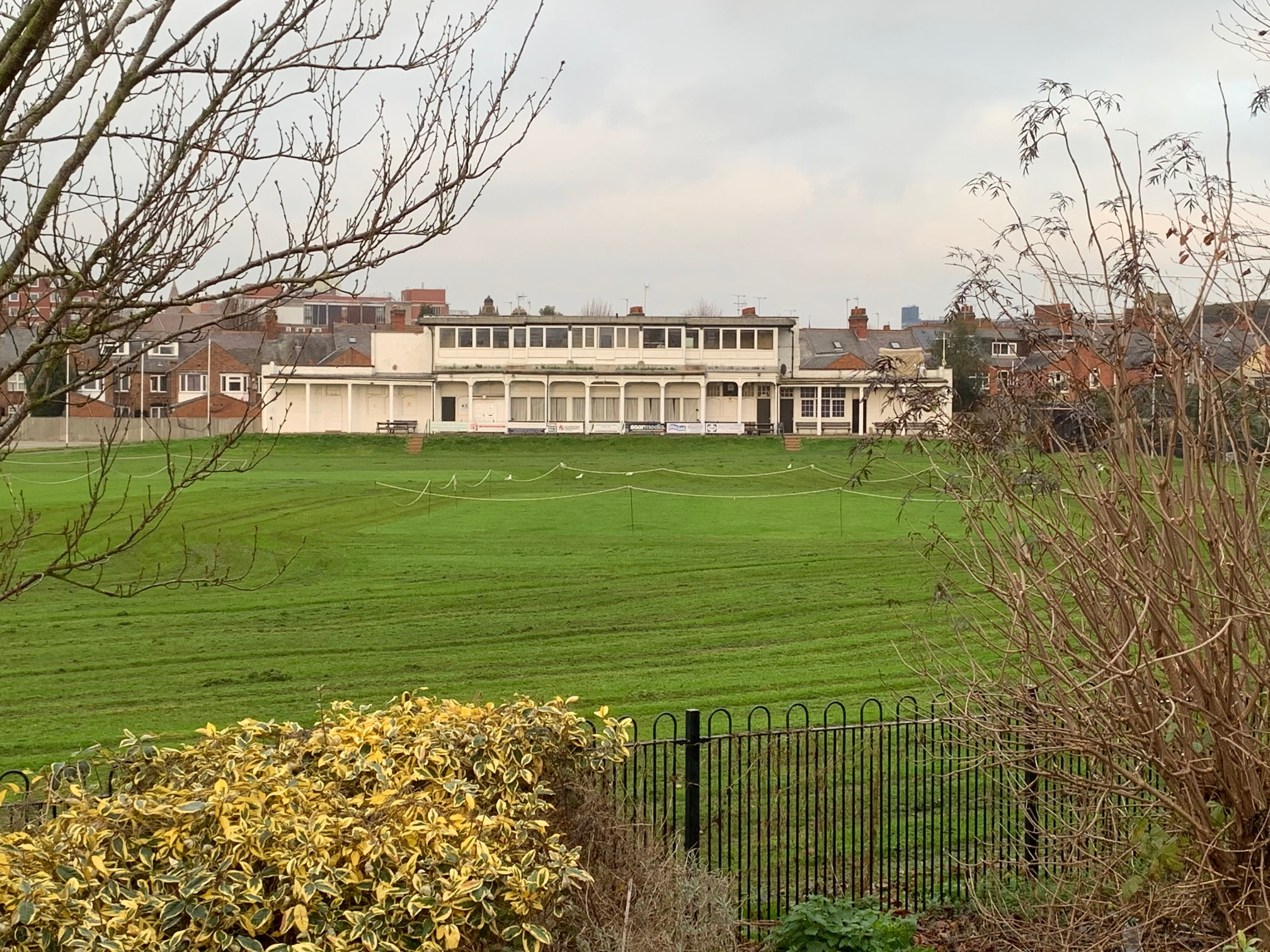
Ancien siège du Leicestershire County Cricket Club

Le Leicestershire County Cricket Club, qui représente le comté traditionnel du Leicestershire, est un des dix-huit clubs anglais majeurs qui participent aux compétitions nationales anglaises. L'équipe première porte le surnom de Leicestershire Foxes pour les matchs à nombre limité de séries.

## Palmarès
- County Championship (3) : 1975, 1996, 1998